# Тревоз (Пенсільванія)
Тревоз (англ. Trevose) — переписна місцевість (CDP) в США, в окрузі Бакс штату Пенсільванія. Населення — 3842 особи (2020).

## Географія
Тревоз розташований за координатами 40°9′3″ пн. ш. 74°58′55″ зх. д. / 40.15083° пн. ш. 74.98194° зх. д. (40.150936, -74.981984).  За даними Бюро перепису населення США в 2010 році переписна місцевість мала площу 1,83 км², уся площа — суходіл.

### Клімат
| Клімат : Тревоз         | Клімат : Тревоз | Клімат : Тревоз | Клімат : Тревоз | Клімат : Тревоз | Клімат : Тревоз | Клімат : Тревоз | Клімат : Тревоз | Клімат : Тревоз | Клімат : Тревоз | Клімат : Тревоз | Клімат : Тревоз | Клімат : Тревоз | Клімат : Тревоз |
| Показник                | Січ.            | Лют.            | Бер.            | Квіт.           | Трав.           | Черв.           | Лип.            | Серп.           | Вер.            | Жовт.           | Лист.           | Груд.           | Рік             |
| Абсолютний максимум, °C | 22,1            | 25,6            | 30,7            | 34,5            | 35,2            | 35,9            | 39,4            | 38,1            | 36,8            | 31,5            | 27,4            | 24,5            | 39,4            |
| Середній максимум, °C   | 4,5             | 6,3             | 10,8            | 17,3            | 22,6            | 27,7            | 30,1            | 29,2            | 25,4            | 19,1            | 13,1            | 6,9             | 17,8            |
| Середня температура, °C | 0,1             | 1,4             | 5,6             | 11,5            | 16,7            | 22,0            | 24,6            | 23,8            | 19,8            | 13,4            | 8,0             | 2,6             | 12,5            |
| Середній мінімум, °C    | −4,4            | −3,3            | 0,3             | 5,6             | 10,8            | 16,3            | 19,1            | 18,3            | 14,2            | 7,7             | 2,9             | −1,8            | 7,2             |
| Абсолютний мінімум, °C  | −22,8           | −18,8           | −15,3           | −7,7            | 1,2             | 6,1             | 9,6             | 6,6             | 2,9             | −3,3            | −10,2           | −17,7           | −22,8           |
| Норма опадів, мм        | 90              | 69              | 105             | 101             | 110             | 110             | 131             | 112             | 111             | 95              | 91              | 101             | 1226            |
| Вологість повітря, %    | 65.7            | 62.8            | 58.3            | 57.5            | 62.2            | 65.4            | 66.2            | 68.2            | 69.3            | 68.8            | 67.2            | 67.9            | 65.0            |
| ----------------------- | --------------- | --------------- | --------------- | --------------- | --------------- | --------------- | --------------- | --------------- | --------------- | --------------- | --------------- | --------------- | --------------- |
| Джерело: PRISM          |                 |                 |                 |                 |                 |                 |                 |                 |                 |                 |                 |                 |                 |

## Демографія
Згідно з переписом 2010 року, у переписній місцевості мешкало 3550 осіб у 1329 домогосподарствах у складі 961 родини. Густота населення становила 1941 особа/км².  Було 1359 помешкань (743/км²).
Расовий склад населення:
| - 93,6 % — білих - 2,4 % — азіатів - 1,9 % — чорних або афроамериканців - 0,2 % — корінних американців - 0,1 % — вихідців з тихоокеанських островів |

До двох чи більше рас належало 1,2 %. Частка іспаномовних становила 2,8 % від усіх жителів.
За віковим діапазоном населення розподілялося таким чином: 22,9 % — особи молодші 18 років, 63,9 % — особи у віці 18—64 років, 13,2 % — особи у віці 65 років та старші. Медіана віку мешканця становила 39,3 року. На 100 осіб жіночої статі у переписній місцевості припадало 101,4 чоловіків;  на 100 жінок у віці від 18 років та старших — 97,7 чоловіків також старших 18 років.
Середній дохід на одне домашнє господарство  становив 89 670 доларів США (медіана — 82 413), а середній дохід на одну сім'ю — 102 371 долар (медіана — 84 391). Медіана доходів становила 57 056 доларів для чоловіків та 35 759 доларів для жінок. За межею бідності перебувало 1,0 % осіб, у тому числі 0,0 % дітей у віці до 18 років та 3,2 % осіб у віці 65 років та старших.
Цивільне працевлаштоване населення становило 1988 осіб. Основні галузі зайнятості: освіта, охорона здоров'я та соціальна допомога — 24,5 %, науковці, спеціалісти, менеджери — 20,0 %, виробництво — 11,6 %, будівництво — 9,8 %.